# جمعية لنكولن

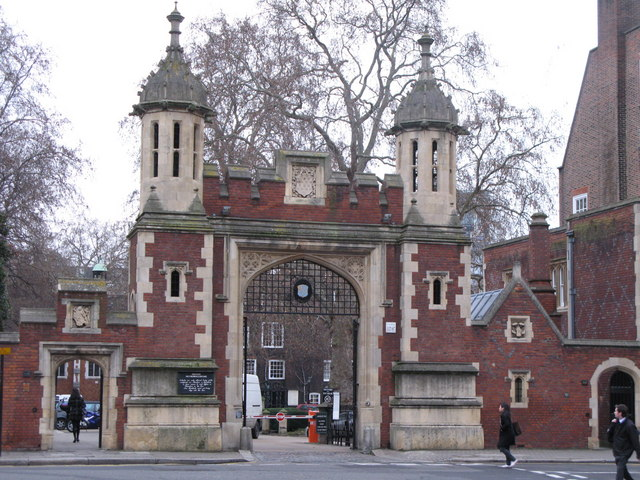
جمعية معالي لنكولن

جمعية معالي لنكولن هي جمعية شرفية لنقابة المحامين وأحد الجمعيات المهنية المرموقة في العالم للمحامين. تقع الجمعية في لندن، المملكة المتحدة.

## الروابط الخارجية
1. ↑  "معلومات عن جمعية لنكولن على موقع discovery.nationalarchives.gov.uk". discovery.nationalarchives.gov.uk. مؤرشف من الأصل في 2019-12-16.
2. ↑  "معلومات عن جمعية لنكولن على موقع viaf.org". viaf.org. مؤرشف من الأصل في 2016-11-15.
3. ↑  "معلومات عن جمعية لنكولن على موقع emlo.bodleian.ox.ac.uk". emlo.bodleian.ox.ac.uk. مؤرشف من الأصل في 2019-12-16.

- الموقع الرسمي